# 石井耕
石井 耕（いしい こう、1951年7月29日 - ）は、日本の経営学者・エコノミスト。北海学園大学名誉教授。元三菱総合研究所研究員。専門は、経営者論、日本企業論、経営戦略論。博士（北海道大学、1997年）。父親は筑摩書房の編集者であった石井立（1923 - 1964）。

## 来歴
東京都出身。1975年3月北海道大学経済学部卒業、同年4月三菱総合研究所入所。産業経済部主任研究員などを歴任した。1992年7月に三菱総合研究所を退職し、同年8月北海道教育大学函館分校助教授。1994年月、セントメリーズ大学客員教授（1995年3月まで）。
1998年4月、北海学園大学経済学部教授（大学院経済学研究科兼務）、2000年4月北海学園大学大学院経営学研究科教授、2003年4月北海学園大学経営学部教授、2004年北海学園大学就職部長（2008年まで）、2012年同大学大学院経営学研究科長（2015年まで）。2018年3月、北海学園大学を定年退職、北海学園大学名誉教授、同大学院経済研究科非常勤講師。
学外では、日本経営学会理事、北海学園大学山瀬功治教職員後援会代表、札幌市総合交通対策調査審議会起草委員会委員、北海道建設部建設業ステップアップ支援検討委員会委員長、札幌商工会議所インターンシップ推進協議会理事などを歴任した。
コンサドーレ札幌で活躍した山瀬功治の後援者としても知られ、学内に後援会を組織した。

## 著書
- 『現代日本企業の経営者』文眞堂、1996年
- 『新しい世紀と企業経営の変革』千倉書房、2000年（共著）
- 『企業行動論』八千代出版、2004年初版・2013年第3版
- 『日本の企業システム』有斐閣、2006年（共著）